# 常滑站
常滑站（日语：／ Tokoname eki */?），是一個位于日本愛知縣常滑市鲤江本町的一个名古屋铁道的车站，车站编号为TA22。
该站是常滑线和机场线的边界站。按照当前的运行图，除一部分的普通列车（太田川站始发等）之外，所有列车与机场线互通运行。
因台风等自然灾害导致机场线无法运行时，包括μSky列车（平时为除早晨的上行以外全部不停靠）在内所有等级的列车将运行至该站，并采用巴士代替从该站到中部国际机场的列车。

## 车站结构
该站是拥有2台4线岛式站台的高架車站。所有站台可以停靠8节编组的列车，车站雨棚有6节车厢的长度。该站在高架化的同时安装了LED列车信息显示屏。1、2号站台在2004年机场线开始试运行前几乎未被使用。该站站台呈曲线，μSky列车在甩站时会略微减速。该站提供无障碍设施，如电梯和无障碍卫生间。

检票口内付费区
站台

| 站台 | 线路   | 运行方向             | 备注                                       |
| ---- | ------ | -------------------- | ------------------------------------------ |
| 1    | 機場線 | 往中部國際機場       | 部分开往和从太田川始发的列车也停靠该站台。 |
| 2    | 機場線 | 往中部國際機場       |                                            |
| 3、4 | 常滑线 | 往太田川、名鐵名古屋 |                                            |

| ← 开往 太田川・ 名古屋 | 常滑站站内配线图 | → 开往 中部国际机场 |
| 图例 参考文献：        |                  |                     |

## 车站周边

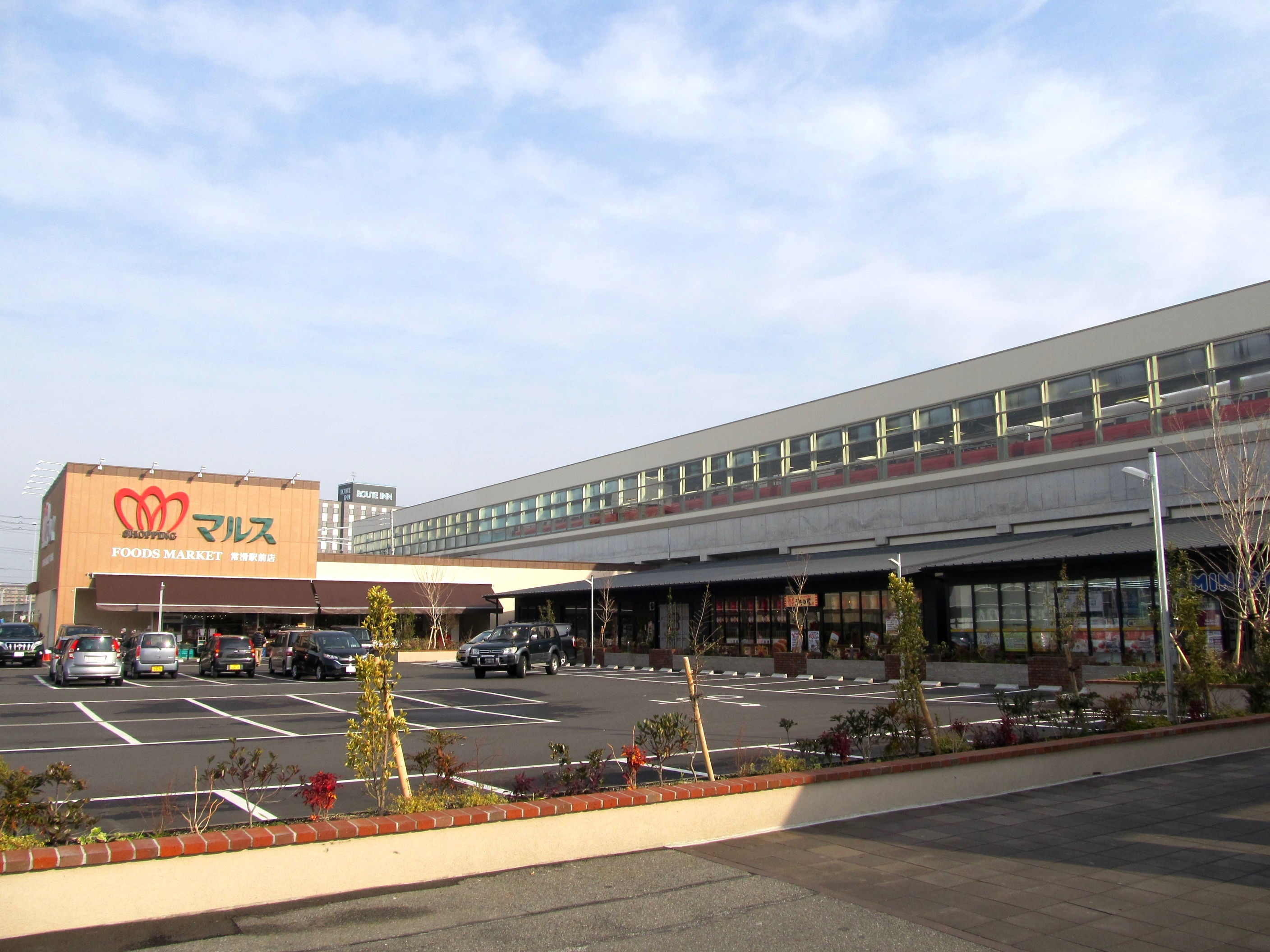
µPLAT常滑

车站大楼有过曾作为名铁商店开业的Pare Marche，但在2012年8月停止营业。2018年10月在车站大楼旧址，拥有超市和饮食店的商业综合设施"µPLAT常滑"开业。
- 常滑市政府
- 常滑警察局
- 常滑站前派出所
- 常滑市立图书馆
- 常滑市市民舞台(于图书馆相邻。但因建筑物老化与2009年3月31日关闭)
- 常滑市民文化会馆
- 常滑邮局
- 常滑赛艇场
- 常滑招财猫大街
- 陶瓷器步行街
- LIXIL 常滑总部(前 INAX 总部）

## 相邻车站
名古屋鐵道
常滑線
□ μSky（中部国际机场站始发早晨9:00以后的上行列车和全部下行列车）
不停靠
□ μSky（中部国际机场始发早晨9:00前的上行列车）、■特急、□快速急行
新舞子（TA16）－常滑（TA22）－中部國際機場（TA24）
■急行
大野町（TA17）－（部分停靠西之口（TA18）、櫌戶（TA20））－常滑（TA22）－臨空常滑（TA23）)
■准急
大野町（TA17）－常滑（TA22）－臨空常滑（TA23）
■普通
多屋（TA21）－常滑（TA22）－臨空常滑（TA23）

## 外部連結
- 常滑 - 名古屋鐵道